# VMG 1927
La VMG 1927 era una ametralladora ligera diseñada por Heinrich Vollmer. 

## Historia y desarrollo
En 1916, Heinrich Vollmer empezó a trabajar en el diseño de una ametralladora ligera. Inicialmente fue llamada MG Vollmer, pero más tarde fue llamada VMG 1927.
Solo tenía 78 piezas, mientras que la ametralladora ligera estándar de aquel entonces, la MG 08/15, tenía 383 piezas. Era accionada por retroceso corto y tenía un cerrojo rotativo, que era girado a través de entalles helicoidales en el interior del cajón de mecanismos. Era alimentada desde un pequeño tambor insertado debajo del cajón de mecanismos.
Vollmer también obtuvo una patente del cerrojo del arma en 1927. Más tarde, Vollmer continuó el desarrollo de la ametralladora en colaboración con Mauser Werke con la designación  MV 31 (Mauser-Vollmer 1931). Fue ofrecida al Comité de armamento alemán (Inspektion für Waffen und Gerät - IWG), pero después de ser evaluada, no entró en servicio. Esta ametralladora tenía un cañón de cambio rápido y también era alimentada desde un tambor.
Solo existen dos ejemplares de la VMG 1927: uno se encuentra en el Museo técnico de Coblenza y el otro está en el Instituto de historia militar de Praga.